# Raionul Svatove, Luhansk
Svatove (în ucraineană Сватівський район, transliterat: Svativskîi raion) este un raion în regiunea Luhansk, Ucraina. Are reședința la Svatove.
Are o suprafață de 5.329,1 km². Populația este de 80.900 locuitori, determinată în 2020.